# Ресіфі (аеропорт)
Міжнародний аеропорт Ресіфі/Гуарарапіс — Жілберту Фрейрі (порт. Aeroporto Internacional do Recife/Guararapes - Gilberto Freyre, IATA: REC, ICAO: SBRF) — міжнародний аеропорт, що обслуговує місто Ресіфі, штат Пернамбуку, Бразилія. Аеропорт обслуговує як внутрішні, так і міжнародні рейси. У 2009 році ним скористалося 5,25 млн пасажирів, що робить аеропорт 8-м у країні за пасажиропотоком.